# Tembelang (Jatibarang)
Tembelang is een bestuurslaag in het regentschap Brebes van de provincie Midden-Java, Indonesië. Tembelang telt 4087 inwoners (volkstelling 2010).